# Jimmy Swaggart

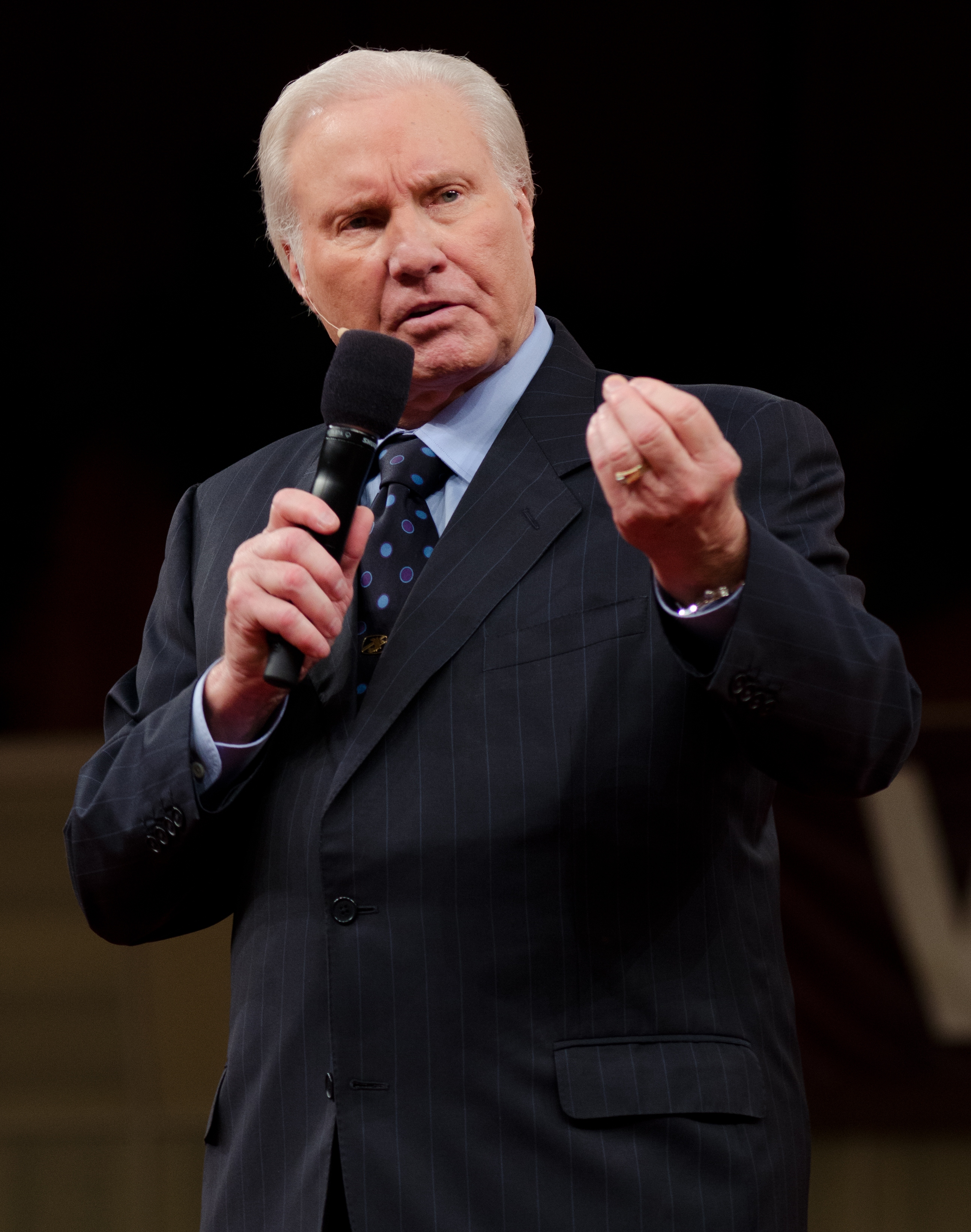
Jimmy Swaggart, 2012

Jimmy Swaggart Lee (* 15. März 1935 in Ferriday, Louisiana; † 1. Juli 2025 in Baton Rouge, Louisiana) war ein US-amerikanischer Prediger innerhalb der Pfingstbewegung und Pionier der Fernsehevangelisation. Swaggart war der ältere Cousin der Rock-’n’-Roll-Musiker Jerry Lee Lewis und Mickey Gilley. Seine größte Popularität erreichte er in den frühen 1980er Jahren, bevor er seine Karriere wegen mehrerer Skandale beinahe beenden musste. Sein Privatvermögen wurde im Jahr 1988 auf 150 Mio. USD geschätzt.

## Kindheit und Missionsdienst
Jimmy Swaggarts Eltern, Sun und Minnie Belle, waren strenggläubige Baptisten. Sein Vater war Diakon in ihrer kleinen Kirche. Sie wechselten 1943 zur Pfingstbewegung, für die Jimmy mit neun Jahren auf ersten Straßenevangelisationen zu predigen begann. 1952 heiratete er Frances Anderson. Sie haben einen Sohn, Donnie, ebenfalls im Predigtdienst.
Seit 1958 veranstaltete Swaggart als Vollzeitevangelist im gesamten Süden des Landes Erweckungsgottesdienste. 1961 wurde er bei den Assemblies of God zum Pastor ordiniert. Seit den 60er Jahren war er über zwei Jahrzehnte als Produzent von Gospelmusik und Spirituals tätig und baute sich daneben vor allem im Bible Belt, dem Zentrum des evangelikalen Protestantismus im Südosten der USA, über zahlreiche christliche Radiosender einen festen Hörerkreis auf. Darüber hinaus gründete er die Kirche Family Worship Center in Baton Rouge, Louisiana, ebenfalls den Assemblies of God angehörend, und war mit einer wöchentlichen Fernsehsendung auf verschiedenen Lokalsendern zu sehen. Hörfunk und Fernsehen wurden in den 70er Jahren die beiden Arbeitszweige seines Missionswerks, indem er zahlreiche Sender kaufte und seine Sendezeiten nach und nach ausweitete. Er predigte hauptsächlich in den Südstaaten der USA, meist vor großem Publikum, und wurde durch seine Evangelisationen in den Metropolen zu einem der landesweit beliebtesten Fernsehprediger. Die Fernsehsendung The Jimmy Swaggart Telecast erreichte zwei Millionen Haushalte. Zu den Jimmy Swaggart Ministries gehörten bis 1984 neben der Kirche mit über viertausend Mitgliedern eine Druckerei, Fernseh- und Tonstudios und das Jimmy Swaggart Bible College (heute World Evangelism Bible College & Seminary).
Jimmy Swaggart zählte selbst innerhalb seiner Bewegung zu den mit Abstand konservativsten Pastoren. Während die Kirche bis heute Kinobesuche und den Genuss moderner christlicher Rock- und Popmusik billigt und die Zusammenarbeit mit anderen Kirchen oder christlicher Psychologie sucht, mied Jimmy Swaggart solche Praktiken. Er äußerte sich kritisch zu Billy Graham wegen seiner Bereitschaft zur Gemeinschaft mit der katholischen Kirche, die er verachtete. Swaggart war Gegner eines praktizierten Wohlstandsevangeliums, akzeptierte jedoch Zeichen und Wunder.

## Sexskandal und Einschnitt in Swaggarts Karriere
Heute ist Swaggart weltweit vor allem wegen seiner Sexaffären bekannt, die seit 1986 aufgedeckt wurden und deretwegen der Ruf amerikanischer Fernsehprediger weltweit und nachhaltig beschädigt wurde. Zunächst wurde er von Pastor Marvin Gorman beschuldigt, eine Affäre mit einem Gemeindemitglied zu haben. Diese Affäre wurde nie bewiesen.
Im folgenden Jahr beschuldigte Swaggart seinerseits den Fernsehevangelisten Jim Bakker einer außerehelichen Sexaffäre mit Jessica Hahn. Er nannte Bakker in der Larry King Show ein „Krebsgeschwür im Leib Christi“, was 1987 das Ende für dessen Missionswerk bedeutete. Auch diese Affäre wurde nie bewiesen. 
Aus Vergeltung setzte Gorman einen Privatdetektiv auf Swaggart an. Der Detektiv fand Swaggart in einem Motel mit einer Prostituierten, Debra Murphree, und nahm Bilder von dem Treffen auf. Gorman versuchte Swaggart mit den Fotos zu erpressen, aber Swaggart weigerte sich, darauf einzugehen. Gorman präsentierte die Bilder der Kirchenleitung der Assemblies of God, die daraufhin beschloss, dass Swaggarts Rundfunksendungen für drei Monate ausgesetzt werden sollten. Diese Affäre wurde von Frank Zappa satirisch verspottet.
Am 21. Februar 1988 sprach Swaggart, ohne Einzelheiten seiner Übertretungen zu nennen, unter Tränen mit seiner Familie und seiner Gemeinde und äußerte öffentlich: „Ich habe gesündigt gegen Dich, Herr [Gott], und ich möchte darum bitten, dass Dein kostbares Blut jeden [sündigen] Fleck waschen und reinigen möge, bis er in Gottes Vergessenheit geraten ist und niemals wieder gegen mich erinnert wird.“ („I would ask that Your precious blood would wash and cleanse every stain, until it is in the seas of God’s forgetfulness, never to be remembered against me anymore.“) In den New-Orleans-Frühnachrichten gab Murphree vier Tage später an, sie habe mit Swaggart, der ihr Stammkunde gewesen sei, nie Geschlechtsverkehr gehabt. Daraufhin predigte Swaggart entgegen der Entscheidung des Verwaltungsrats der Assemblies of God vor Ablauf der Dreimonatsfrist wieder von seiner Fernseh-Kanzel. Er erklärte: „Wenn ich nicht an diesem Wochenende wieder auf der Kanzel stehe, gehen Millionen von Menschen in die Hölle.“ Daraufhin wurde Swaggart von den Assemblies of God sofort seiner Ämter enthoben.
Am 11. Oktober 1991 wurde Swaggart in Gesellschaft einer anderen Prostituierten, Rosemary Garcia, und einer Transsexuellen gesehen, als das Trio von der Polizei in Indio, Kalifornien, wegen Fahrens auf der falschen Straßenseite angehalten wurde. Nach ihrem Grund für die Spritztour mit Swaggart befragt, äußerte Garcia gegenüber der Polizei: „Er fragte mich nach Sex. Ich meine, das ist der Grund, warum er mich ansprach. Das ist es, was ich tue. Ich bin eine Prostituierte.“ Anstatt seiner Gemeinde zu beichten, sagte Swaggart den Gläubigen, „Der Herr hat mir gesagt, das geht Euch schlicht nichts an.“ („The Lord told me it’s flat none of your business.“) Sein Sohn Donnie verkündete daraufhin der fassungslosen Öffentlichkeit, sein Vater sei als Leiter des Jimmy-Swaggart-Missionswerks vorübergehend zurückgetreten für „eine Zeit der Heilung und Beratung.“
Infolge dieser Skandale sanken die Einnahmen des Missionswerks um 85 % im Jahr 1995. Demgegenüber bezog Swaggart weiterhin ein Jahresgehalt von über 350.000 US-Dollar.

## Swaggarts Neubeginn und spätere Aktivitäten
Swaggart veröffentlichte 1987 ein kritisches Buch über christliche Rock- und Metal-Musik Religious Rock ’n’ Roll: A Wolf in Sheep’s Clothing (Religiöser Rock ’n’ Roll: Ein Wolf im Schafspelz). Das Buch verurteilt die christliche Musikszene für den Einsatz von Heavy-Metal-Musik als Element christlicher Verkündigung und stigmatisiert Rockmusik als Musik des Teufels. Ironischerweise war es Swaggart, durch den die ebenfalls kritisierten Musiker Michael und Robert Sweet zum Glauben gefunden hatten, zwei Gründungsmitglieder der christlichen White-Metal-Band Stryper. Swaggart kritisierte auch Larry Norman (den „Vater der christlichen Rockmusik“), Petra und weitere nennenswerte christliche Rock- und Metal-Bands. Im Jahr 1986 nannte Swaggart Rockmusik „die neue Pornografie“. Auch das wurde von Frank Zappa bei seiner 1988 stattfindenden US-Tournee in seinen Songtexten satirisch kommentiert.
Swaggart war Produzent mehrerer christlicher CDs, die er über sein Missionswerk vertrieb. Er schrieb seine Autobiografie To Cross a River und 1988 eine persönliche Abrechnung mit dem Skandal The Cup Which My Father Hath Given Me: A Biblical Revelation of Personal Spiritual Warfare.
Über das Sonlife Broadcasting Network (SBN) vertrieb Swaggart zu seinen Lebzeiten zusammen mit seinem Sohn und seinem Enkel Fernseh-, Radio- und Internetsendungen. Seine Ehefrau Francis und Sohn Donnie leiten das Ministry’s preaching and leadership, Enkel Gabriel ist ebenfalls Prediger und leitet das Family Worship Center Youth Ministry „Crossfire“.

## In der Kunst
- Der Swaggart-Sex-Skandal wurde von Frank Zappa in den Songs What Kind of Girl?, Stinkfoot und Jesus Thinks You’re A Jerk satirisch verarbeitet.
- Ozzy Osbourne hat die Ereignisse in seinem Song Miracle Man aufgegriffen.
- In der Fernsehserie Eine schrecklich nette Familie wird Swaggart von Reverend Al Bundy parodiert, als er seiner frauenfeindlichen Gemeinde unter Tränen gesteht, dass er seine eigene Ehefrau liebe.
- Swaggart wurde 1989 von Alec Baldwin in der filmischen Biographie Jerry Lee Lewis’ Great Balls of Fire! dargestellt.
- Swaggart wurde von Jim Carrey in In Living Color parodiert.
- Die Serie Alf thematisiert in der 17. Folge der vierten Staffel (Der Jodelpriester) das Thema Swaggart in einem Disput zwischen Kate und Alf.
- In dem Genesis-Song und Videoclip Jesus He Knows Me aus dem Album We Can’t Dance wird mit den christlichen TV-Evangelisten, denen Verlogenheit und Geldgier vorgeworfen wird, in einer bissigen Form abgerechnet.